# Heterosavia maculata
Heterosavia maculata är en emblikaväxtart som först beskrevs av Ignatz Urban, och fick sitt nu gällande namn av Petra Hoffm.. Heterosavia maculata ingår i släktet Heterosavia och familjen emblikaväxter.
Artens utbredningsområde är Kuba.

## Underarter
Arten delas in i följande underarter:
- H. m. clementis
- H. m. maculata